# Узконосый незофонт
Узконосый незофонт (лат. Nesophontes longirostris) — вымершее млекопитающее из рода Незофонты отряда Насекомоядные.
Обитал на Кубе, где в феврале 1917 года в пещере у деревни Дайкири в восточной области обнаружены его костные останки.
Найденный череп в целом схож с таковым у ранее описанного западнокубинского незофонта, но имеет более удлинённый и узкий рострум (отсюда видовое название — лат. longirostris, буквально «длинноклювый»).
Причины исчезновения неясны.